# Flambeur
Pour les articles homonymes, voir High Roller.
Un flambeur, également appelé baleine ou guépard (High Roller en anglais), est un joueur qui mise constamment de grosses sommes d'argent. Les flambeurs reçoivent souvent des "Comps (en)" somptueux de la part des casinos pour les attirer dans les salles de jeu, comme des transferts gratuits en jet privé, l'utilisation de limousines et l'utilisation des meilleures suites des casinos. Les casinos peuvent également accorder un crédit à un joueur pour qu'il puisse continuer à parier, offrir des rabais sur le chiffre d'affaires des paris ou sur les pertes, et les salaires des employés peuvent également contenir des dispositions incitatives pour attirer les flambeurs.
La définition d'un flambeur varie. Au Crown Melbourne (en) en Australie, par exemple, il s'agit d'apporter entre 50 000 et 75 000 dollars australiens à la table. Les joueurs à hauts rouleaux ont souvent des limites de table très élevées leur permettant un usage exclusif. Les casinos se font concurrence sur les limites de mise. En Australie, les limites de 300 000 dollars australiens sont courantes, à Las Vegas, elles se situent entre 150 000 et 300 000 dollars américains, et à Macao, elles peuvent atteindre 500 000 dollars américains. Seuls les casinos disposant d'une "puissance financière substantielle" peuvent accueillir des jeux à enjeux élevés en raison de la volatilité des résultats.
Les joueurs à gros enjeux peuvent également faire l'objet d'exceptions à diverses règles et réglementations ; par exemple, les salles pour joueurs à gros enjeux du Crown Casino de Melbourne, en Australie, sont le seul lieu autorisé de l'État à ne pas être soumis à une interdiction de fumer.
Les flambeurs ne représenteraient qu'une petite partie de l'activité des casinos. John Eidsmoe (en), dans son livre Legalized Gambling: America's Bad Bet, affirme que ce sont en fait les joueurs des classes inférieures et moyennes inférieures des États-Unis qui fournissent une grande partie de l'argent des jeux. Le "flambeur" riche et occasionnel existe bel et bien, mais il est l'exception et non la norme. Le fait que plus de 50 % des revenus des jeux d'argent du Nevada proviennent des machines à sous plutôt que des tables de cartes devrait être une indication que les flambeurs ne sont pas la principale source de revenus.
Un exemple de flambeur est un Australien qui a gagné plus de 1,5 milliard de dollars australiens sur une période de 14 mois à partir de 2005, devenant ainsi « l'un des plus grands joueurs australiens de Crown, mais pas dans la même ligue que [ses] meilleurs joueurs internationaux ». Il y a eu de nombreux cas dans le monde où des flambeurs ont commis des fraudes afin de fournir des fonds pour jouer au-delà de leurs moyens, après avoir été séduits par ce style de vie,. C'est le cas du célèbre joueur Terrance Watanabe (en), qui aurait perdu plus de 220 millions de dollars à Las Vegas sur une période de cinq ans, et qui a finalement été poursuivi par Caesars Entertainment pour ne pas avoir remboursé les prêts qu'il avait contractés pendant cette période de frénésie, pour un montant total de 14,75 millions de dollars.
Bien que les flambeurs ne représentent pas une part importante des revenus de l'industrie des casinos dans son ensemble, ils peuvent avoir un effet majeur sur le revenu net des casinos qui les accueillent. Attirer les joueurs aux mises les plus élevées entraîne des coûts importants, de sorte que si un casino prend ce risque et que le flambeur gagne, les dépenses du casino peuvent être extrêmement élevées. De même, si l'investissement du casino est rentable et que le flambeur perd, le gain du casino peut dépasser de loin ses dépenses pour la visite du flambeur.
Outre les flambeurs, il y a aussi les petits flambeurs. Ce sont des personnes qui ne misent pas de grosses sommes d'argent, mais qui sont néanmoins bien informées sur les jeux d'argent et qui participent avec enthousiasme aux programmes des casinos, tels que les comps et les programmes de fidélité. Petit flambeur peut également désigner les clients moyens des casinos qui ne sont pas de gros flambeurs. 